# Гуаракесаба (экологическая станция)
Экологическая станция Гуаракесаба (порт. Estação Ecológica de Guaraqueçaba, EsEC) — бразильская природоохранная единица для комплексной защиты природы, расположенная в Паране в муниципалитете Гуаракесаба. Для сохранения экосистем мангров и прибрежных островов здесь реализованы научные исследования и работа по образованию в сфере защиты окружающей среде.

## Характеристика территории
Общая площадь объекта составляет 6050 га, и он полностью расположен в пределах охраняемой природной территории Гуаракесаба.

### Экосистемы

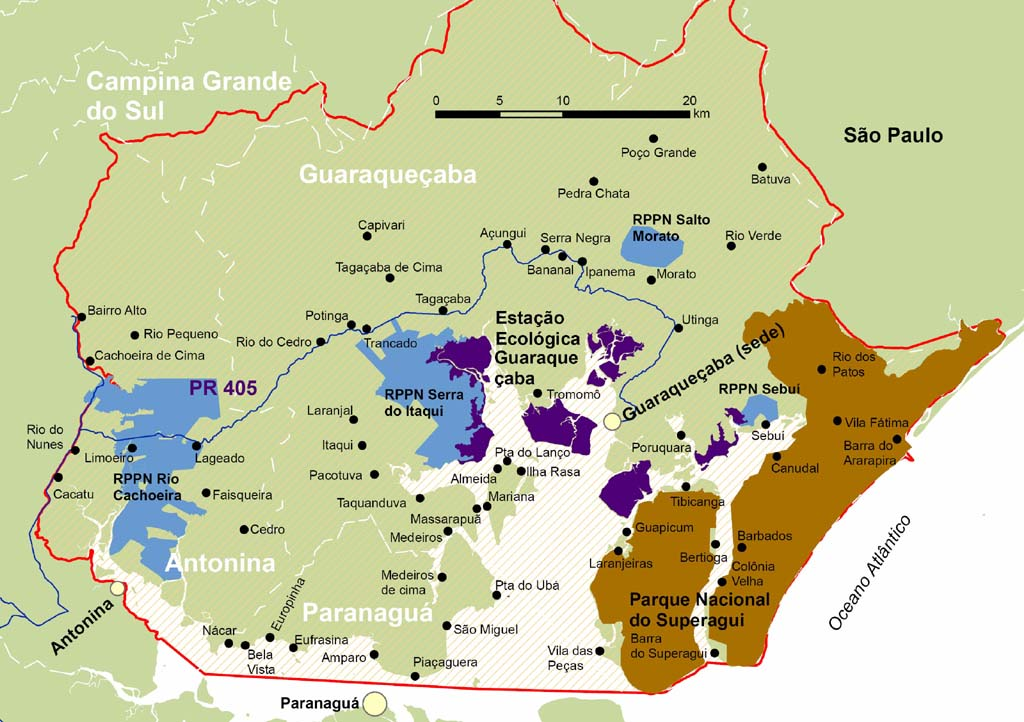
Карта ОПТ Гуаракесаба с указанием природоохранных объектов и местных сообществ

Мангровые леса составляют основную экосистему экологической станции Гуаракесаба. Формированию этой экосистемы в Гуаракесаба способствует отложение осадочного материала в углублениях эстуарного комплекса, существующего в регионе. Мангровые леса являются переходными системами, характеризующимися своей взаимозависимостью с наземной и эстуарной средой. Эта взаимозависимость вызывает нарушения различной природы в мангровых лесах и накладывает ограничения на их продуктивность.
Изменения в условиях окружающей среды, таких как потоки воды из грунтовых вод, циркуляция эстуарных вод, снабжение питательными веществами, солёность, растворимый кислород, периоды засухи и наводнения, требуют, чтобы их биота могла адаптироваться к различным уровням солёности.

### Фауна

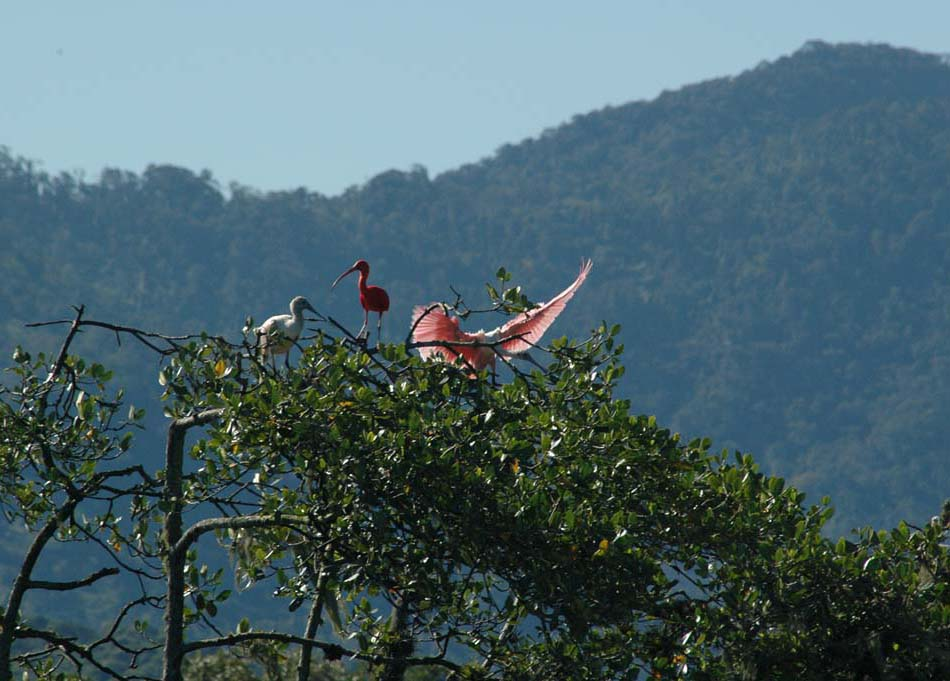
Красные ибисы и колпицы на деревьях заповедника ESEC в Гуаракесабе.

EsEC Гуаракесаба является домом для нескольких эндемичных и находящихся под угрозой исчезновения видов фауны, таких как: красный ибис (Eudocimus ruber), краснохвостый амазон или Amazona rhodocorytha (Amazona brasiliensis), пума (Felis concolor), длинноклювые дельфины (Sotalia guianensis) и множество птиц. Виды Ucides cordatus (Ucides cordatus), мангровой устрицы (Crassostrea rhizophorae) и Mytella strigata (Mytella guyanensis) являются основными видами беспозвоночных в EsEC Гуаракесаба. Эти виды представляют собой важный фаунистический ресурс для сообществ в регионе, поэтому требуют эффективной системы управления.